# Billboard Music Awards 2012
Billboard Music Awards — ежегодная церемония вручения музыкальных наград, организуемая и спонсируемая журналом Billboard. Одна из трёх крупнейших музнаград в США наряду с Grammy Awards и American Music Awards. Очередная церемония вручения премий Billboard Music Award прошла в Лас-Вегасе 20 мая 2012 года. Номинанты отбирались в период с 1 марта 2011 по 29 февраля 2012.
Британская певица Адель стала основным фаворитом премии Billboard Music Award. Она претендует на награды в общей сложности в 20 номинациях. Группа LMFAO претендует на награды в 17 номинациях. Рианна упоминается в 13 категориях. Леди Гага и Лил Уэйн могут получить по десять наград.
Премию за вклад в развитие музыки получит Stevie Wonder. Уитни Хьюстон посмертно получит премию «Артист тысячелетия».
Трансляция музыкальной премии Billboard Music Awards состоится 25 мая в 20:00 на телеканале Europa Plus TV.

## Выступления
- LMFAO — «Party Rock Anthem» / «Sorry for Party Rocking[англ.]» / «Sexy and I Know It»
- Келли Кларксон — «Dark Side[англ.]»
- The Wanted — «Chasing the Sun[англ.]» / «Glad You Came»
- Крис Браун — «Turn Up the Music»
- Наташа Бедингфилд — «Last Dance» (в честь Донны Саммер)
- Ашер — «Scream[англ.]»
- Джастин Бибер — «Boyfriend»
- Карли Рэй Джепсен — «Call Me Maybe»
- Кэрри Андервуд — «Blown Away»
- Linkin Park — «Burn It Down»
- Кэти Перри — «Wide Awake»
- Джон Ледженд и Джордин Спаркс — «The Greatest Love of All» / «I Will Always Love You» (в честь Уитни Хьюстон)
- Goodie Mob[англ.] — «Fight to Win» / «(You Gotta) Fight for Your Right (To Party!)»
- Patent Pending[англ.] — «Dance Till We Die»
- Нелли Фуртадо — «Big Hoops (Bigger the Better)[англ.]»
- Стиви Уандер и Алиша Киз — «Higher Ground» / «Overjoyed[англ.]» / «Empire State of Mind» / «Join Our Love» / «Superstition»

## Номинанты и победители Billboard Music Awards 2012
Жирным шрифтом выделены победители премии.

### Артист года
- Адель

- Леди Гага
- Лил Уэйн
- Кэти Перри
- Рианна

### Открытие года
- Wiz Khalifa
- Bad Meets Evil
- Big Sean
- Foster The People
- Скотт Макрери
- NO WASTED

### Лучший певец
- Лил Уэйн
- Джастин Бибер
- Крис Браун
- Дрэйк
- Бруно Марс

### Лучшая певица
- Адель
- Леди Гага
- Ники Минаж
- Кэти Перри
- Рианна

### Лучшая группа
- LMFAO
- The Black Eyed Peas
- Coldplay
- NO WASTED
- Lady Antebellum
- Maroon 5

### Лучший артист чарта Billboard 200
- Адель
- Джастин Бибер
- Майкл Бубле
- Леди Гага
- Лил Уэйн

### Лучший артист чарта Hot 100
- Адель
- LMFAO
- Бруно Марс
- Кэти Перри
- Рианна

### Лучшие гастроли года
- U2
- Bon Jovi
- Тейлор Свифт
- Take That
- Роджер Уотерс

### Лучший поп-артист
- Адель
- Леди Гага
- LMFAO
- Кэти Перри
- Рианна

### Лучший R&B-исполнитель
- Крис Браун
- Бейонсе
- Cee Lo Green
- Мигель
- Рианна

### Лучший рэп-исполнитель
- Лил Уэйн
- Дрэйк
- LMFAO
- Ники Минаж
- Wiz Khalifa

### Лучший рок артист
- Coldplay
- The Black Keys
- Foster The People
- Foo Fighters
- Mumford & Sons

### Лучшая альтернативный артист
- Coldplay
- The Black Keys
- Foster The People
- Foo Fighters
- Mumford & Sons

### Лучший танцевальный артист
- Леди Гага
- Давид Гетта
- LMFAO
- Рианна
- Бритни Спирс

### Лучший артист на радио
- Адель
- Кэти Перри
- Бруно Марс
- Ники Минаж
- Рианна

### Лучший артист социальных сетей
- Джастин Бибер
- Эминем
- Леди Гага
- Рианна
- Шакира

### Лучший потоковый артист
- Рианна
- Лил Уэйн
- LMFAO
- Бруно Марс
- Ники Минаж

### Лучший христианский артист
- Casting Crowns
- MercyMe[англ.]
- Skillet
- Крис Томлин
- Лаура Стори[англ.]

### Лучший артист чарта Цифровых песен
- Адель
- LMFAO
- Кэти Перри
- Бруно Марс
- Рианна

### Лучший кантри-артист
- Lady Antebellum
- Zac Brown Band
- Тейлор Свифт
- Блейк Шелтон
- Джейсон Алден

### Лучший латиноамериканский исполнитель
- Шакира
- Maná
- Pitbull
- Принц Ройс
- Ромео Сантос

### Лучший артист цифровых массмедиа
- Адель
- Джастин Бибер
- Леди Гага
- Рианна
- Лил Уэйн

### Hot 100 Song
- «Party Rock Anthem» — LMFAO ft. Lauren Bennett & GoonRock
- «Rolling in the Deep» — Адель
- «Moves Like Jagger» — Maroon 5 ft. Кристина Агилера
- «E.T.» — Кэти Перри ft. Канье Уэст
- «Give Me Everything» — Pitbull ft. Ne-Yo, Nayer & Afrojack

### Billboard 200 Album
- 21 — Адель
- Christmas — Майкл Бубле
- Take Care — Дрэйк
- Born This Way — Леди Гага
- Tha Carter IV — Лил Уэйн

### Top Streaming Song
- «Rolling in the Deep» — Адель
- «Without You» — Давид Гетта ft. Ашер
- «How To Love[англ.]» — Лил Уэйн
- «Party Rock Anthem» — LMFAO ft. Lauren Bennett & GoonRock
- «Super Bass» — Ники Минаж

### Top Radio Song
- «Give Me Everything» — Pitbull ft. Ne-Yo, Afrojack & Nayer
- «Rolling in the Deep» — Адель
- «Party Rock Anthem» — LMFAO ft. Lauren Bennett & GoonRock
- «Moves Like Jagger» — Maroon 5 ft. Кристина Агилера
- «We Found Love» — Рианна ft. Кельвин Харрис

### Top Digital Song
- «Party Rock Anthem» — LMFAO ft. Lauren Bennett & GoonRock
- «Rolling In The Deep» — Адель
- «Sexy and I Know It» — LMFAO
- «Moves Like Jagger» — Maroon 5 ft. Кристина Агилера
- «E.T.» — Кэти Перри ft. Канье Уэст

### Top Pop Song
- «Party Rock Anthem» — LMFAO ft. Lauren Bennett & GoonRock
- «Rolling In The Deep» — Адель
- «Sexy and I Know It» — LMFAO
- «Moves Like Jagger» — Maroon 5 ft. Кристина Агилера
- «E.T.» — Кэти Перри ft. Канье Уэст

### Top Pop Album
- 21 — Адель
- 19 — Адель
- Christmas — Майкл Бубле
- Born This Way — Леди Гага
- Under the Mistletoe — Джастин Бибер

### Top R&B Song
- «Motivation»[англ.] — Келли Роуленд ft. Лил Уэйн
- «She Ain’t You» — Крис Браун
- «Forget You» — Cee-Lo Green
- «Sure Thing»[англ.] — Miguel
- «Down on Me»[англ.] — Jeremih[англ.] ft. 50 Cent

### Top R&B Album
- 4 — Бейонсе
- My Life II… The Journey Continues (Act 1)[англ.] — Мэри Джей Блайдж
- F.A.M.E. — Крис Браун
- I Remember Me[англ.] — Дженнифер Хадсон
- Talk That Talk — Рианна

### Top Rock Album
- Mylo Xyloto — Coldplay
- Wasting Light — Foo Fighters
- Torches — Foster The People
- Sigh No More[англ.] — Mumford & Sons
- Here And Now — Nickelback

### Top Country Album
- My Kinda Party — Джейсон Алден
- The Band Perry[англ.] — The Band Perry
- Tailgates & Tanlines — Люк Брайан
- Clear as DayClear as Day[англ.] — Скотт Макрери
- Own The Night[англ.] — Lady Antebellum

### Top Rap Album
- Tha Carter IV — Лил Уэйн
- Hell: The Sequel — Bad Meets Evil
- Take Care — Дрэйк
- Watch the Throne — Jay-Z & Канье Уэст
- Sorry For Party Rocking[англ.] — LMFAO

### Top Rap Song
- «Party Rock Anthem» — LMFAO ft. Lauren Bennett & GoonRock
- «Good Feeling» — Flo Rida
- «Sexy and I Know It» — LMFAO
- «Give Me Everything» — Pitbull
- «Super Bass» — Ники Минаж

### Top Latin Album
- Formula, Vol. 1[англ.] — Romeo Santos
- Dejarte de Amar[англ.] — Camila[англ.]
- Viva el Príncipe[англ.] — Кристиан Кастро
- Drama Y Luz[англ.] — Mana
- Prince Royce (альбом)[англ.] — Принц Ройс

### Top Latin Song
- «Danza Kuduro» — Дон Омар & Lucenzo
- «Bon, Bon[англ.]» — Pitbull
- «Taboo[англ.]» — Дон Омар
- «Corazón Sin Cara[англ.]» — Принц Ройс
- ««Promise»[англ.]» — Ромео Сантос при участии Ашера

### Top Dance Song
- «Party Rock Anthem» — LMFAO ft. Lauren Bennett & GoonRock
- «In the Dark[англ.]» — Dev
- «Without You» — Давид Гетта
- «Sexy and I Know It» — LMFAO
- «Till the World Ends» — Britney Spears

### Top Dance Album
- Born This Way — Леди Гага
- Nothing but the Beat — Давид Гетта
- The Fame — Леди Гага
- Sorry For Party Rocking — LMFAO
- Scary Monsters and Nice Sprites[англ.] — Skrillex

### Top Christian Album
- Come to the Well — Casting Crowns
- Until the Whole World Hears — Casting Crowns
- Awake — Skillet
- Blessings — Laura Story
- WOW Hits 2012[англ.] — Сборник